# 머지 비트
《머지 비트》(Mersey Beat)는 존 레논이 다니던 리버풀 예술대학의 반 친구 빌 해리가 창간하고 1960년대 초 영국 리버풀에서 발행된 음악지다. 리버풀의 신생 밴드의 소식을 나르거나, 도시에 찾아오는 스타들의 공연을 소개했다. 《머지 비트》는 비틀즈와 밀접한 관계를 유지하며 그들의 독점 소식과 사진을 여러 번 게재했다. 존 레논은 여기에 자신의 초기 글을 많이 기고했으며 가끔씩 웃기는 광고를 실은 일도 있었다.

## 역사
1961년 리버풀 예술 대학 학생이던 빌 해리는 막 성장하던 리버풀의 로큰롤 신을 다루고 홍보할 잡지를 창간할 생각을 했다. 비트라는 단어는 음악 용어로도 쓰이지만 지역 경찰의 관할 구역이라는 뜻도 있었고, 이에 착안한 해리는 잡지 이름을 《머지 비트》라 짓게 된다. 창간호는 1961년 7월 5일 발행됐다. 발행 부수는 약 5,000부였으며 NEMS 레코드 가게를 운영하던 브라이언 엡스타인도 구독자 중 하나였다. 비틀즈라는 이름의 지역 밴드는 창간호에 언급된 데 이어 2호에서는 표지를 장식했다. "비틀즈가 음반 계약서에 사인하다" 이것이 제1면의 제목이었고, 엡스타인은 아마도 이 기사들과 독일에서 토니 셰리던과 녹음한 일화를 통해 장차 자신이 매니지먼트를 맞게 될 그룹에 관심을 가졌을 가능성이 크다. 사실 엡스타인은 음반 평론가로 《머지 비트》에 기고했고, 비틀즈의 다른 멤버들은 렌쇼 스트리트의 사무실에 들러 전화를 받고 타이핑을 거들기까지 했다. 존 레논이 《머지 비트》에 기고한 글들은 보통 비틀코머라는 제목으로 게재됐다. 그는 돈을 내고 한번에 광고를 다섯 개씩 싣기도 했다.
리버풀 출신 그룹들이 점점 주목받기 시작하자 《머지 비트》는 지역민을 대상으로 인기 투표를 했다. 1962년 1월 최초로 실시된 투표에서 비틀즈는 비록 직접 자기 이름에 투표를 하기는 했지만 1위를 차지했다. 다름 1위는 제리 앤 더 페이스메이커스와 리모 포였다. 차트와 공연 가이드, 신보 목록을 싣기도 했으며 다루는 지역도 곧 맨체스터, 버밍엄, 뉴캐슬 같은 도시들로 확대됐다. 해리는 프리실라 화이트라는 젊고 유망한 리버풀 가수를 고용해 패션 칼럼을 쓰게 하기도 했다. 그는 그녀의 이름이 색깔 이름인 것만 간신히 기억하고는 실라 블랙이라고 대출 지어 썼다. "《머지 비트》에 오자가 났을 때 문제의 상황이 벌어졌죠. 내 성이 색깔 이름이라는 것만 기억하고 전혀 엉뚱한 이름을 쓴 거예요." 이후 그녀는 정말 실라 블랙으로 이름을 바꾸고 차트 정상을 차지하게 된다.
1964년 해리는 엡스타인의 설득으로 런던으로 본거지를 옮겼고, 《머지 비트》는 영국 전역에서 발간되는 《뮤직 에코》라는 새 음악 잡지와 합병됐다. 그러나 일이 생각처럼 되지 않자 해리는 자리에서 물러나 킹크스, 홀리스, 데이비드 보위, 레드 제플린, 코크니 레벌, 킴 와일드 등의 언론 대행을 맡게 됐으며, 이후 다수의 비틀즈 관련 책을 집필했다. 그동안 《뮤직 에코》 산하의 《머지 비트》는 결국 《디스크 매거진》 소유주에게 인수되어 《디스크 앤 뮤직 에코》라는 새로운 제목의 잡지로 합쳐져 《머지 비트》라는 이름은 사라지고 말았다.

## 참고 문헌
- 브라이언, 사우널 (2014). 《The Beatles in 100 Objects》 [비틀즈 100]. 아트북스. ISBN 978-89-6196-172-1. 2017년 4월 25일에 확인함.